# 過海隧道巴士N619線
過海隧道巴士N619線是香港一條來往順利邨及中環（港澳碼頭）的通宵過海隧道巴士路線，由九巴及城巴聯合經營，提供四順、樂華、牛頭角及觀塘來往北角、銅鑼灣、灣仔、金鐘及中環的通宵過海隧道巴士服務。
本線是東隧首條以九龍區為總站的通宵常規專營過海巴士路線，亦令深夜來往北角至東九龍的乘客可以坐一程車直達。本路線與一般聯營通宵隧道巴士路線由九巴負責九龍區頭車／新巴或城巴負責港島區頭車的情況不同，由619號線最後一轉單程駛至總站後改為行走本線，因此本線於九龍區及港島區的頭車是分別由城巴及九巴派車。
本線的服務範圍與其日間常規線619大致相同，不過在銅鑼灣至上環路段會途經電車路，而非如619線般行經告士打道、夏慤道及干諾道中。

## 歷史
- 2000年12月25日：本線投入服務，祇於聖誕及農曆年初一凌晨提供服務，行車路線與619線相同。
- 2002年9月17日：本線擴展至每天通宵服務，往中環方向改經高士威道、軒尼詩道、金鐘道及德輔道中。
- 2018年1月6日（1月5日深夜）：加強服務，新增順利開05:25及中環開00:25班次。
- 2021年9月12日：大部分時間削減至30分鐘一班。

## 服務時間（詳細班次）
| 每日順利開 | 每日順利開 | 每日順利開 | 每日順利開 | 每日順利開 | 每日順利開 |
| ---------- | ---------- | ---------- | ---------- | ---------- | ---------- |
| 00:15      | 00:35      | 01:05      | 01:35      | 02:05      | 02:35      |
| 03:05      | 03:35      | 04:05      | 04:35      | 04:55      | 05:15      |
| 05:35      | 05:55      |            |            |            |            |

| 每日中環（港澳碼頭）開 | 每日中環（港澳碼頭）開 | 每日中環（港澳碼頭）開 | 每日中環（港澳碼頭）開 | 每日中環（港澳碼頭）開 | 每日中環（港澳碼頭）開 |
| ---------------------- | ---------------------- | ---------------------- | ---------------------- | ---------------------- | ---------------------- |
| 00:15                  | 00:35                  | 01:05                  | 01:35                  | 02:05                  | 02:35                  |
| 03:05                  | 03:35                  | 04:05                  | 04:35                  | 05:05                  | 05:35                  |
| 05:55                  |                        |                        |                        |                        |                        |

- 有紅字班次為九巴派車，其餘班次為城巴派車。

## 收費
全程：$16.7
- 過東區海底隧道後往中環（港澳碼頭）／順利：$9.2

| - 本線設有12歲以下小童及65歲或以上長者半價優惠。 - 65歲或以上香港居民使用「樂悠咭」，以及12歲以下合資格殘疾兒童使用「殘疾人士身份」個人八達通繳付車資，均可享有每程$2.0或半價（以較低者為準）的票價優惠；12至64歲合資格殘疾人士使用「殘疾人士身份」個人八達通（包括「樂悠咭」），以及60至64歲香港居民使用「樂悠咭」繳付車資，均可享有每程$2.0或全費（以較低者為準）的票價優惠。 - 65歲或以上長者如使用長者或一般個人八達通繳付車資，則只可享有半價優惠；12至64歲合資格殘疾人士如不使用「殘疾人士身份」個人八達通，以及60至64歲人士如不使用「樂悠咭」繳付車資，必須繳付全費。 - 乘客可以現金或八達通於上車時付款，不設找續。 - 每位成人乘客可免費攜帶最多兩名4歲以下而不佔座位的兒童乘客乘車，超額之4歲以下小童必須繳付小童車費乘車。 - 持有「九巴月票」之乘客在車票有效期內，每日可享最多10程任何九龍巴士及龍運巴士路線（包括本路線，合資格車程只適用於九龍巴士／龍運巴士提供的班次；惟乘搭機場「A」及「NA」線則可享原價二七折優惠（不會計算每天10次合資格車程））；而B1線則可每日可享最多2程（不會計算每天10次合資格車程）。 - 九龍巴士、城巴、龍運巴士及陽光巴士全職員工及家屬（不包括外判職員）可免費乘搭本路線（陽光巴士員工及家屬只適用於九龍巴士提供的班次），惟必須拍職員或職員家屬八達通。 - 乘客亦可使用AlipayHK「易乘碼」、支付寶、WeChatHK／微信支付「搭車碼」、銀聯雲閃付「乘車碼」及BOC Pay「乘車碼」、具有感應式支付功能的JCB、卡美國運通、大來國際、Discover Card（只適用於九龍巴士／龍運巴士提供的班次）、VISA、Mastercard及銀聯卡，以及Apple Pay、Google Pay及Samsung Pay流動支付平台繳付車資。九巴班次的乘客使用上述付款方式，將只可享有與其他九巴路線／聯營路線九巴班次之轉乘優惠；城巴班次的乘客使用上述付款方式，將只可享有與其他城巴獨營路線或聯營線城巴班次之轉乘優惠。乘客亦不能享有「公共交通費用補貼計劃」及「長者及合資格殘疾人士公共交通票價優惠計劃」。 |

## 使用車輛
現時九巴和城巴各派出3輛巴士行走本線，共用車6輛。

## 行車路線
順利開經：利安道、新利街、順清街、順景街、利安道、順安道、順天巴士總站、順安道、秀茂坪道、協和街、康寧道、振華道、牛頭角道、雅麗道、觀塘道、觀塘站公共運輸交匯處、觀塘道、鯉魚門道、藍田公共運輸交匯處、東區海底隧道、東區走廊、民康街、英皇道、高士威道、伊榮街、邊寧頓街、怡和街、軒尼詩道、金鐘道、德輔道中、永和街、干諾道中及港澳碼頭通道。
中環（港澳碼頭）開經：港澳碼頭通道、干諾道中、林士街、德輔道中、金鐘道、軒尼詩道、怡和街、高士威道、英皇道、民康街、東區走廊、東區海底隧道、鯉魚門道、觀塘道、協和街、同仁街、裕民坊、康寧道、牛頭角道、振華道、康寧道、協和街、秀茂坪道、順安道及利安道。

### 沿線車站

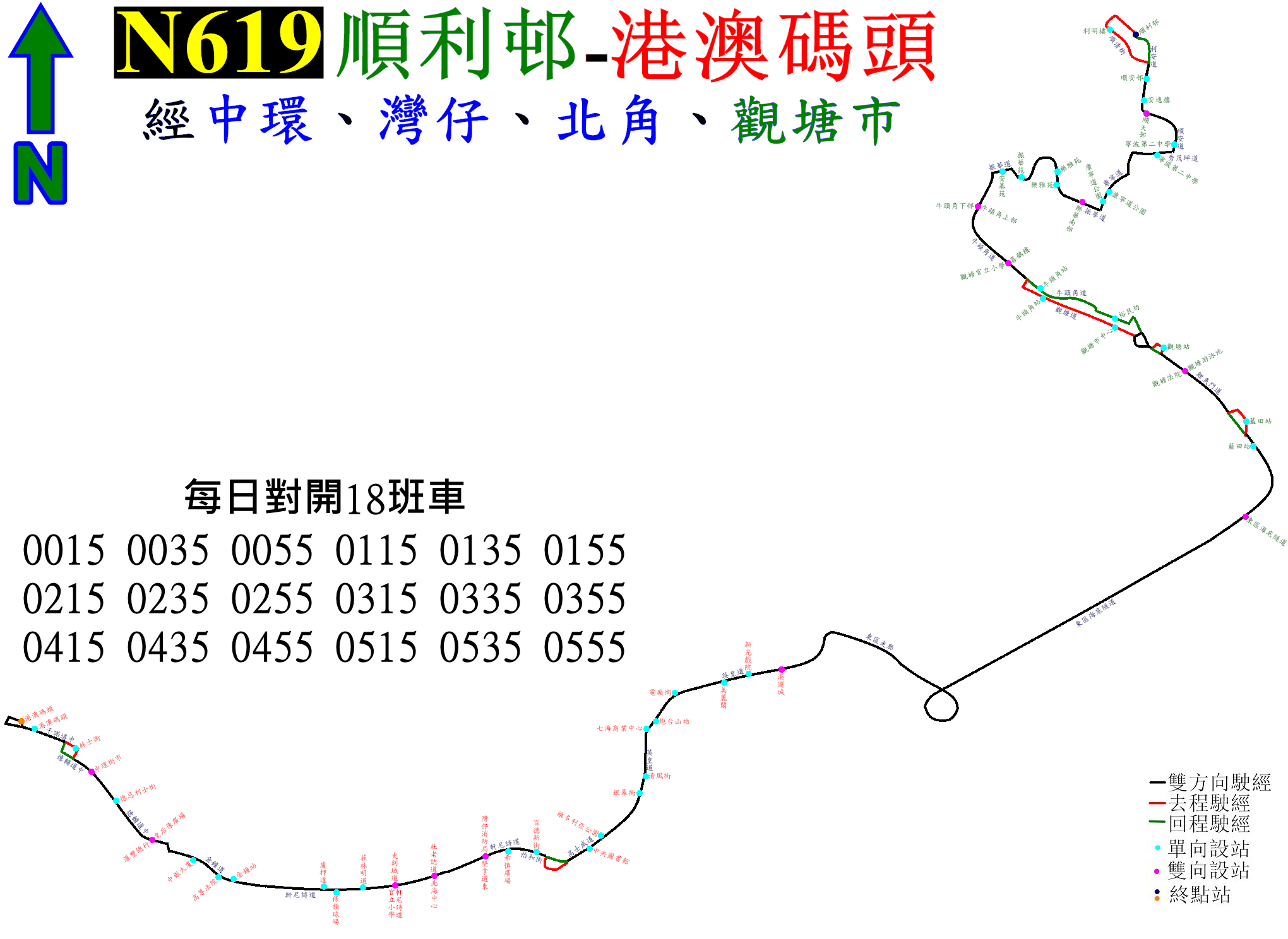
此線的走線圖

| 順利開 | 順利開                       | 順利開                   | 中環（港澳碼頭）開 | 中環（港澳碼頭）開       | 中環（港澳碼頭）開       |
| 序號   | 車站名稱                     | 位置                     | 序號               | 車站名稱                 | 位置                     |
| ------ | ---------------------------- | ------------------------ | ------------------ | ------------------------ | ------------------------ |
| 1      | 順利巴士總站                 | 順利巴士總站             | 1                  | 中環（港澳碼頭）         | 中環（港澳碼頭）巴士總站 |
| 2      | 順利邨利明樓                 | 順清街                   | 2                  | 港澳碼頭                 | 干諾道中                 |
| 3      | 順安邨安逸樓                 | 利安道                   | 3                  | 中環街市                 | 德輔道中                 |
| 4      | 順天邨                       | 順天巴士總站             | 4                  | 德忌利士街               | 德輔道中                 |
| 5      | 寧波第二中學                 | 秀茂坪道                 | 5                  | 皇后像廣場               | 德輔道中                 |
| 6      | 康寧道公園                   | 康寧道                   | 6                  | 金鐘站－統一中心         | 金鐘道                   |
| 7      | 樂華南邨                     | 振華道                   | 7                  | 熙信大廈                 | 軒尼詩道                 |
| 8      | 樂雅苑                       | 振華道                   | 8                  | 柯布連道                 | 軒尼詩道                 |
| 9      | 安基苑                       | 振華道                   | 9                  | 史釗域道                 | 軒尼詩道                 |
| 10     | 牛頭角上邨                   | 牛頭角道                 | 10                 | 杜老誌道                 | 軒尼詩道                 |
| 11     | 花園大廈喜鵲樓               | 牛頭角道                 | 11                 | 灣仔消防局               | 軒尼詩道                 |
| 12     | 創紀之城（U7）               | 觀塘道                   | 12                 | 百德新街                 | 怡和街                   |
| 13     | 觀塘轉車站－觀塘市中心（T2） | 觀塘道                   | 13                 | 維多利亞公園             | 高士威道                 |
| 14     | 觀塘站（S2）                 | 觀塘站公共運輸交匯處     | 14                 | 銀幕街                   | 英皇道                   |
| 15     | 觀塘游泳池（R3）             | 鯉魚門道                 | 15                 | 七海商業中心             | 英皇道                   |
| 16     | 藍田站                       | 藍田公共運輸交匯處       | 16                 | 電廠街                   | 英皇道                   |
| 17     | 東區海底隧道轉車站（K1）     | 東區海底隧道             | 17                 | 書局街                   | 英皇道                   |
| 18     | 港運城                       | 英皇道                   | 18                 | 港運城                   | 英皇道                   |
| 19     | 美麗閣                       | 英皇道                   | 19                 | 東區海底隧道轉車站（L1） | 東區海底隧道             |
| 20     | 炮台山站                     | 英皇道                   | 20                 | 藍田站                   | 鯉魚門道                 |
| 21     | 清風街                       | 英皇道                   | 21                 | 觀塘法院（F1）           | 鯉魚門道                 |
| 22     | 香港中央圖書館               | 高士威道                 | 22                 | 裕民坊                   | 裕民坊                   |
| 23     | 希慎廣場                     | 軒尼詩道                 | 23                 | 牛頭角站                 | 牛頭角道                 |
| 24     | 堅拿道東                     | 軒尼詩道                 | 24                 | 觀塘官立小學             | 牛頭角道                 |
| 25     | 北海中心                     | 軒尼詩道                 | 25                 | 牛頭角下邨               | 牛頭角道                 |
| 26     | 軒尼詩道官立小學             | 軒尼詩道                 | 26                 | 振華苑                   | 振華道                   |
| 27     | 修頓球場                     | 軒尼詩道                 | 27                 | 樂雅苑                   | 振華道                   |
| 28     | 金鐘站－高等法院             | 金鐘道                   | 28                 | 樂華南邨                 | 振華道                   |
| 29     | 中銀大廈                     | 金鐘道                   | 29                 | 康寧道公園               | 康寧道                   |
| 30     | 匯豐總行大廈                 | 德輔道中                 | 30                 | 寧波第二中學             | 順安道                   |
| 31     | 中環街市                     | 德輔道中                 | 31                 | 順天邨                   | 順天巴士總站             |
| 32     | 永和街                       | 干諾道中                 | 32                 | 順安邨                   | 利安道                   |
| 33     | 中環（港澳碼頭）             | 中環（港澳碼頭）巴士總站 | 33                 | 順利巴士總站             | 順利巴士總站             |